# レジェンドオブホクト
レジェンドオブホクトは、綾部市、福知山市、舞鶴市とその周辺といった京都府北部を中心に活動しているローカルヒーローである。主人公のホクトと、敵役の酒呑童子・山椒大夫との戦いを描いたショーを有償ボランティアの形で行っており、そのストーリーは丹後地域に伝わる大江山の酒呑童子伝説や『安寿と厨子王丸』に着想を得たものである。
もともと綾部市にて活動していた地域戦隊キミレンジャーの関係者など5人によって組織された「CSA丹企画」によって運営されている。